# 広岡達朗
- 廣岡達朗

広岡 達朗（ひろおか たつろう、旧字体：廣岡、1932年〈昭和7年〉2月9日 - ）は、広島県呉市出身の元プロ野球選手（内野手）・元監督、野球解説者（評論家）。
現役時代は読売ジャイアンツで活躍、監督としてヤクルトスワローズ、西武ライオンズをそれぞれリーグ優勝・日本一に導いた。千葉ロッテマリーンズゼネラルマネージャーを経て現在は野球評論家。愛称は「ヒロ（さん）」。
実兄・広岡富夫は公務員（広島県庁）からプロ入りした異色の経歴を持ち、広島市民球場第1号本塁打を打った広島カープの元選手である。
辛辣で歯に衣をきせない一面があり、古巣である巨人に対しても批評を下すことがある。

## 来歴

### プロ入りまで
1932年2月9日、広島県呉市にて6人兄弟(男5人、女1人)の末っ子として生まれる。広岡は大日本帝国海軍少佐で駆逐艦の機関長だった父・誠一の影響で、海軍兵学校に入学して海軍将校になることに憧れていた。海軍兵学校では器械体操が必須であったことから、五番町小学校（現：呉市立呉中央小学校）時代は鉄棒や雲梯をよく行っていた。1944年、海軍兵学校への登竜門である広島県立呉第一中学校へ入学。入学後、クラブ活動を選ぶことになった時は、バレーボールか父親から紳士のスポーツと聞かされていたテニスをプレーしようと考えていたが、父親とキャッチボールをしているところを自分より年上の野球部員に見られて野球部に誘われ、野球を始めた。海軍兵学校へ入学するために器械体操で身体を鍛えていたことで、野球を始めてから上達は早かった。広岡はこの体験から、現役引退後に指導者となった時、ウエイトトレーニングの重要性に球界でいち早く気づくことが出来たと振り返っている。ポジションは三塁だった。
呉一中は1948年の学制改革で新制の呉竹高校となったが野球部は弱かった。1949年の学校統廃合により広島県立呉三津田高等学校となってからチーム力が上がる。高校3年生となった1949年の夏の広島県の大会で4強入りして西中国大会に進出し、決勝戦まで進出した。しかし山口県立柳井高等学校との決勝戦では自身の悪送球も重なって1-6で敗れ、甲子園出場は果たせなかった。
卒業後は野球を辞めて広島大学ないし山口大学への進学を考えていたが、早稲田大学野球部入団テストの受験を勧誘される。これは早稲田大学OBだった杉田屋守が監督の森茂雄へ広岡を推薦したことによるものだった。早大野球部が宮崎県宮崎市の宮崎県営野球場で実施中のキャンプに赴いて入団テストを受け、合格。受験者は甲子園出場経験のある選手ばかりで引け目を感じていたが、プレーを見たら大したことがなかったと述懐している。
1950年、早稲田大学教育学部社会科に入学し、同大野球部に入部。入部後すぐに、同学年で小森光生が同じ三塁手であったため監督の森茂雄から遊撃手への転向を命じられ、以後のポジションは遊撃手となる。東京六大学野球リーグでは1950年春季リーグからの三連覇を含む四度の優勝を経験、1学年上の荒川博、沼沢康一郎と共にスタープレーヤーとして活躍、「六大学（神宮）の貴公子」とも呼ばれた。「神宮球場は神聖な道場です」と述べている。
大学4年次には毎日オリオンズ・近鉄パールス・大阪タイガース、さらには同郷の鶴岡一人率いる南海ホークスや入団を勧誘されたが、広岡は当初から「一番強いチームに行きたい」と決めていた。他球団の話を断り、大学4年の終わり後に球団代表の宇野庄治から勧誘され、読売ジャイアンツへの入団を決めた。

### 吉田と競い合う華麗な遊撃守備

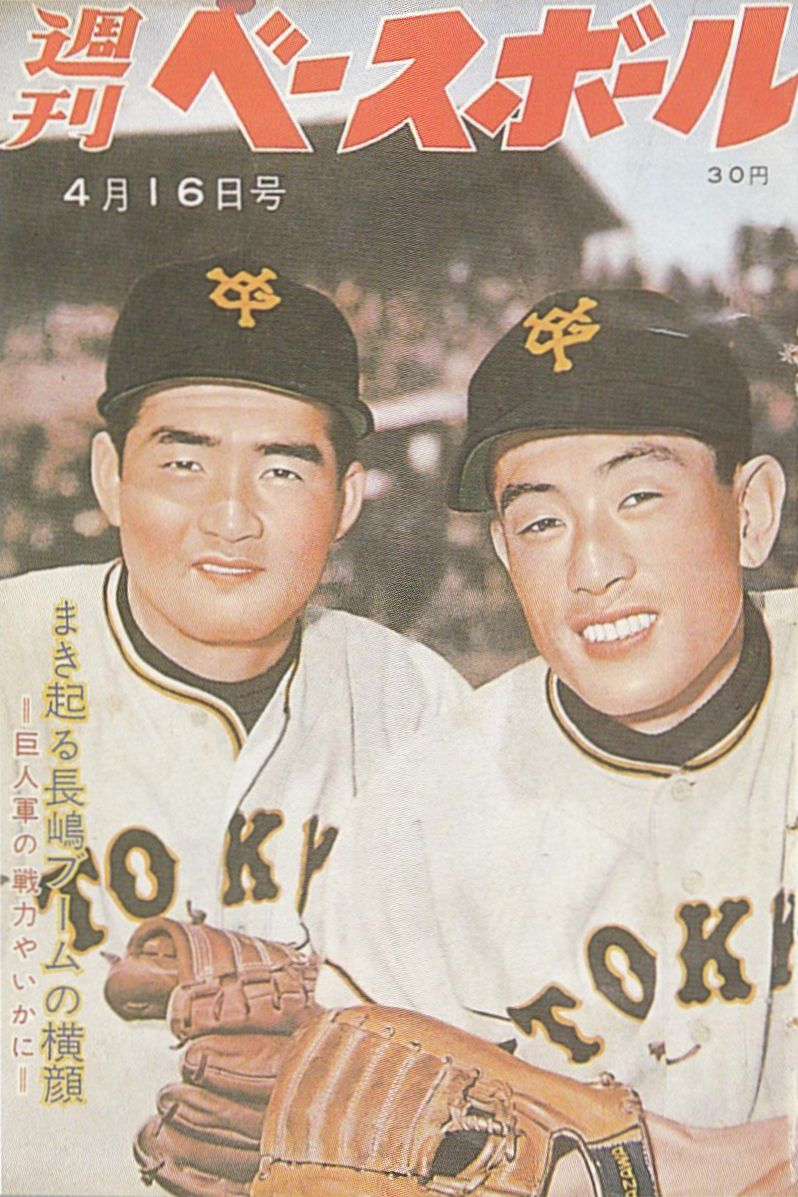
雑誌「週刊ベースボール」1958年4月16日号（創刊号）、左は新人の長嶋茂雄。

読売ジャイアンツへ入団した広岡は、自慢の守備力をまざまざと見せつけた。1954年5月には正遊撃手だった平井三郎からレギュラーを奪って規定打席にも到達するなど、打率.314（リーグ6位）、15本塁打、67打点を記録して新人王を獲得し、ベストナインにも選ばれた。
1955年はチーム事情もあって主に三塁手として起用されるが翌年には遊撃手に戻り、これ以降、セントラル・リーグにおいては吉田義男（大阪タイガース）と共にリーグを代表する遊撃手と称され、守備の堅実・華麗さを吉田と競い合った。一方で打撃面では2年目以降に打率が低迷、広岡にとって大きな課題となる。
1956年・1957年はいずれも4月から故障で2か月間離脱したが復帰し、1957年には自己最多の18本塁打を打つなど長打力に進歩を見せる。
1958年は努力の甲斐もあって打率.277（リーグ7位）の好成績を記録すると、この年には自身と同じ六大学野球のスターであり、後に王貞治と共に「ON砲」として歴史に名を残す大型新人・長嶋茂雄（立教大学）が入団し、早稲田大学卒でスラリとした長身の広岡と共に女性ファンの人気を集める。私生活においては、1957年12月に品川主計球団社長（当時）の媒酌により挙式を行った。

### 川上との衝突
広岡は自身の野球の原点を「プロの厳しさを『嫌』というほど思い知らされた入団当時の巨人軍の野球」としているが、現役時代は川上哲治との衝突が絶えなかった。川上は「打撃の神様」と呼ばれた大選手だったが一塁守備は下手で、しかも守る姿勢を取らずに打撃フォームを取ったまま捕球しようとし、捕球できないと首を捻っていた。この行為がやる気の無さに見えた広岡は、後輩でありながら少し悪い送球を取れないと「それくらいの球は取って下さいよ」と意見することが多くなり、川上は「若造が生意気な…」という感情を持つようになった。
1960年11月19日、巨人は監督の水原茂が辞任し、川上が新監督に就任する。川上は広岡に「今まで色々あったが水に流してくれ。これからは力になって欲しい。よろしく頼むぞ」と頭を下げ、広岡はコーチ兼任選手となった。翌年、巨人は2年ぶりにリーグ優勝を果たし、日本シリーズも南海ホークスを4勝2敗で下し、6年ぶりの日本一を達成した。その翌年、広岡は大学の先輩で毎日オリオンズを現役引退した直後の荒川を打撃コーチとして川上に推薦する。荒川は生前、「プライドの高い広岡が、犬猿の仲の川上に頭を下げてくれた。広岡には感謝してもしきれない。今でも深い恩義がある」と話していた。
1964年8月6日の対国鉄スワローズ戦（明治神宮球場）において、0対2とリードされた7回表一死三塁の場面で打席に立ったが、金田正一が投じた3球目に三塁走者の長嶋茂雄が本盗を敢行し、長嶋は本塁でアウトとなった。しかし広岡は、長嶋の本盗が川上のサインと解釈して「自分の打撃がそんなに信用できないのか」と激怒した。結局、広岡は次の球を空振りして三振すると、そのまま試合の途中で帰宅してしまう。その夜、藤田元司も「これは広岡がよくない」と思い、広岡の自宅に電話して川上に謝罪するよう説得するが、広岡は拒否した。
同年のペナントレース終了後、川上は広岡をトレードで放出することを決断する。広岡は秋のオープン戦で遠征から外されたため、マスコミには広岡がトレード要員として大きく報じた。広岡自身は球団がトレードで自身の放出を検討していることを知ると、オーナーの正力亨の元を訪れ、「私は巨人が好きで入って、巨人から出る意志はありません。もし（トレードで）出すというなら、このまま『巨人の広岡』で辞めたいと思います」と訴える。亨はこの広岡の訴えに当惑して実父である正力松太郎に報告すると、松太郎は広岡を日本テレビの社長室に呼び出し、「君は巨人軍の広岡として死にたいのだな?」と尋ねる。広岡は間髪入れずに「はい。そのとおりです」と答えると、松太郎は「わかった。君は巨人軍に必要だ。残れ」と言い、11月25日に騒動の手打ちの意味合いで、広岡、川上らコーチ陣と共に会食を開いた。広岡は事前に亨から「いいか?当日は何もしゃべるなよ。親父（松太郎）の言葉は業務命令だから、どんなことがあっても反論しちゃいかん。言いたい事があっても言ってはいかん。誰に何を言われても沈黙を守ってくれよ」とくぎを刺されている。案の定、会食では川上が広岡に対してコーチ兼任でありながら監督に協力的でないと厳しく批判したが、広岡は亨との約束を守り、自分への批判を黙って聞いていた。しかし、広岡は後年「あの時、言うべき事を言うべきだった。私が川上監督とコーチたちと、意思の疎通を図る絶好のチャンスを自ら放棄したことを意味する」と後悔した。広岡は会食の翌日に再び亨を訪ね、残留するわけにはいかないとして現役引退を申し入れたが、亨は態度を保留した。さらに多くの球界関係者から残留するよう説得され、中でもセ・リーグ会長の鈴木龍二と東映フライヤーズ監督の水原茂は「川上に背くのはまだ良いとしよう。しかし、大正力（初代オーナー）の君に対する温情を無にしてはいかん。大正力だけは、絶対に背いてはいかん」と広岡に助言した。この助言を受けて、広岡は12月に三度亨を訪ねて残留を申し入れ、翌年もプレーすることが決まった。

### 野球理論の形成は原稿書き
1965年には87試合に先発出場していた。
1966年の開幕10試合以降は出場機会が激減し、土井正三、黒江透修に定位置を奪われた。1966年の日本シリーズにもベンチ入りしなかった。
10月31日、広岡はオーナーの正力亨と話し合って現役を引退した。幾度となく川上と衝突した経験から、自分の野球理念が正しいかどうかを確かめるため、アメリカに渡りメジャー・リーグを視察することを決意した。この直前、東京オリオンズからコーチとしての入団を誘われたが、既に渡米を決意していたために断っている。
1967年2月23日に広岡は羽田空港を出発して渡米し、最初にハワイのマウイでキャンプ中だった東京オリオンズを訪ね、次にサンフランシスコ・ジャイアンツを約2週間にわたって訪問した。その後、ロサンゼルス・ドジャースのキャンプ地であるフロリダ州ベロビーチにあるドジャー・タウンを訪問し、古巣・巨人がキャンプを行っているために再会を楽しみにしていたが、出迎えに来た関係者からドジャー・タウン以外のホテルを紹介された。広岡は困惑して一夜を過ごし、翌日になってドジャースの社長秘書の生原昭宏に会うと、生原から「巨人軍から『広岡をタウンに入れないでほしい』という申し入れがあったのです。誰がそう言ったのか、その人の名は訊かないで下さい」と打ち明けられる。その発言を受けた広岡は発言主が川上であると確信し、激しい怒りを覚えたという。同時に川上を超える野球を身に着けることを決意したが、広岡への対応は川上個人だけでなく巨人の選手の大半から接触を避けられて不快感を示したが、森昌彦だけは広岡が宿泊しているホテルを度々訪ねたこともあり、広岡は森の好意に感謝した。
アメリカから帰国後は、ラジオ関東の野球解説者に就任。また、スポーツニッポンとの契約も決まっていたが、アメリカ視察が長引いたために契約を打ち切られてしまう。広岡は仕方なくサンケイスポーツを自ら訪ね、評論家として契約してもらえるよう直談判したが、同紙の運動部長だった北川貞二郎からは「自分自身で原稿を書く」ことを条件に採用される。北川から文章について猛特訓を受けたこの時の経験が、後に自身の野球理論形成に大きな影響を与えることになる。

### 広岡の大きな財産～苑田のコンバート成功
1969年大晦日、根本陸夫監督から巨人時代に名人といわれたその技術と、評論家時代に売り物だったユニークな野球理論を高く買われ、三顧の礼を尽くされ、故郷・広島へ戻り、広島東洋カープ内野守備コーチに就任する。広岡はカープコーチ時代に早くも強烈な"広岡イズム"を発揮した。「コーチは自ら模範プレーを示すべき」と、自らグラブを手にして猛ハッスル。まだ現役でバリバリやれたのに川上に嫌われ、巨人を追い出された男だけに、他のコーチのように老け込んではいなかった。それどころか、巨人退団以来、"この日"に備えてトレーニングを積んできただけに大変なことになった。根本監督から「現役の内野手なんか問題にならない」と言わしめた華麗そのものの守備に、ランニングでも選手の先頭に走っても息も切らさない、逆に選手が広岡を追ってフーフーいう有様。広岡が最初に手を付けたのが井上弘昭を外野手からサードに、西本明和を投手からショートのそれぞれコンバートして、二人で三遊間コンビを作ることだったが、井上、西本とも広岡の"模範技"を見てゲンナリ。西本「ボクたち、どれくらい練習したらああいうプレーができるようになるんですかね」井上「まるで"神業"ですね。ボクもう自信がなくなった」と言わせた。広岡は「あの二人、毎日しごいてもファンからゼニを取って見せるプレーができるまで、最低3年はかかるよ」と言った。またヘッドコーチの関根潤三と共に、山本浩二・衣笠祥雄、三村敏之、水谷実雄らを育て、後の広島黄金時代の礎を築いた。売り出し中だった三村に対して「まだ一人前じゃない」、衣笠に対しては「アタマが悪いのは困る」などと斬り捨て、1970年6月3日の巨人戦でKOされた白石静生を試合中に13分間も怒鳴りつけて、白石は涙をボロボロ流した。なお、広岡の入団と入れ替わりで退団したのが上田利治だが、両者は理論家肌のために「同一組織内では共存できない」と言われていた。さらに根本から外野手だった苑田聡彦を内野手にコンバートするよう命じられる。広岡は苑田の守備を見て「内野のセンスはゼロですね。教えても絶対に上達しない。私が保証しますよ。苑田だけは勘弁して下さい」と話したが、根本は「オレが責任を持つからとにかくやれ」と厳命した。苑田は当初、一向に上達せず、厳しい指導のストレスで円形脱毛症となり、広岡も一度は苑田の転向を諦めかけるほどだった。しかし根気強く続けた結果、ある時を境に突然内野手としての動きが熟せるようになり、苑田はこれ以降、広島の内野守備陣の要となった。このコンバート成功は広岡にとって大きな財産となり、「プロに来る選手は誰でも大変な才能を持っている。しかし、答えの出し方を知らないから自分には才能が無いと思い込んでしまう。その答えを泥まみれになりながら選手と共に探してやるのが指導者の務め。選手と指導者にやる気があれば、選手は必ずや答えを見つけて上達してくれる」「指導者としての自分があるのは苑田のおかげ」と述べている。
苑田のコンバート成功が大きな財産となった広岡は、1971年限りで広島東洋カープを退団する。広島でコーチを務めていた中でもまだ広岡自身の意識の中では古巣・巨人についてが大きな比重を占めていたが、退団後に川上の自宅を訪ね、広島でのコーチ経験を述べると共に、ドラフト制度が定着する今後の球界は選手の育成が重要になると説き、巨人の二軍の指導をお手伝いしたいと申し入れている。

### 広岡イズムで悲願の日本一
1973年にヤクルトスワローズから監督要請を受けるが、ヤクルトには打撃コーチに早稲田大学時代の先輩である荒川博がおり、先輩を差し置いて監督になるわけにはいかないとして辞退、守備コーチとして入団した（監督には荒川が昇格した）。コーチには広岡以外に小森光生、沼澤康一郎がおり、監督と合わせた「早大カルテット」として大いに話題になった。これは当時の明治神宮外苑長だった伊丹安広の「神宮は東京六大学のメッカ。六大学の卒業生を使ってくれないか」との意向に沿ったもので、この年の一軍コーチは全員が東京六大学OBだった。1974年アメリカの秋季教育リーグを視察していた広岡は当時ロサンゼルス・ドジャースに所属していたチャーリー・マニエルを移籍の話を持ち掛け、マイナーで抜群の長打力を発揮していたが守備と走塁が苦手なためにメジャーに定着しきれずにいたジョー・ペピトーンと違い、マニエルは性格的にも日本向きであると判断された。1975年1月の時点でヤクルト、マニエル本人もOKを出していたがマニエルが「MLBの年金資格所得まで離れたくない」と拒否し足りなかった57日在籍について1975年にピーター・オマリー会長が56日以上在籍させることを約束し実行されマニエルは1976年入団
1976年にはヘッドコーチに昇格し、同年のシーズン途中の6月17日に休養した荒川の後任として監督に就任した。
当時のヤクルトはオーナー・松園尚巳の方針で家族主義的なチームカラーだったが、広岡は「広島以上にぬるま湯」としてプロとして弛緩した雰囲気が流れていると判断した。チームとして勝つ気がないこと、まったく優勝をめざしている雰囲気もなく、万年Bクラスでチーム内に負け犬根性が蔓延しており、何から手をつければいいのかわからない状況だったという。シーズンに入って故障者が続出したことで、広島時代に根本に進言して実践した選手の食生活管理を行い、正式に監督に就任した1977年以降は「麻雀・花札・ゴルフの禁止」「禁酒（練習休みの前日のみ食事時に可）」「（骨を酸化させるとして）炭酸飲料の禁止（その代わりにプラッシーを飲ませた）」「ユニフォーム姿では禁煙」「練習中の私語禁止」を打ち出し、選手の生活態度に対して厳しい規制を打ち出した。投手陣整備には堀内庄を招聘、守備重視の広岡イズムを浸透させるために、キャンプから守備走塁を重視した練習メニューと試合方針を打ち出した。投手陣を優先的に整備し、荒川監督時代に巨人戦でエース級の松岡弘を先発、安田猛を中継ぎ、浅野啓司を抑えで起用して連敗が続くような采配をしていたが、メジャーリーグのようなローテーション確立を目指して、先の3人に鈴木康二朗、会田照夫を加えて5人で先発を回した。先発投手には中継ぎ起用はさせないこととし、抑えに井原慎一朗を任命、この年に加入したチャーリー・マニエルには守備練習を行わなければ起用しないと厳しく接する一方、水谷新太郎を遊撃手として辛抱強く育て上げた。当然、突然の方針転換に当初は選手から反発を受けたがこの方針は成功し、チームを球団史上初のシーズン2位に導く結果となった。しかし広岡は満足せず、まだ基礎体力が充分でないと判断して、ドジャースタウンで見た立派なトレーニング施設を思い出し、専門家の指導によるウエイトトレーニングを導入した。当時はシーズンオフにトレーニングを行う発想はなく、不平不満を発する選手もいた。さらに、シーズン2位とはいえ、首位・巨人とは7勝19敗と大きく負け越しており、「巨人コンプレックスを払拭しない限り優勝はない」という理念の下、松園に米国キャンプを直談判する。しかし松園は「（ヤクルトの工場がある）ブラジルならいい」と返答したため、広岡は「それは出来ません」と拒否する。さらに松園から「負けたらどうする?」と聞かれたことに「責任を取って辞めます」と発言、ヤクルト球団初の海外キャンプがアリゾナ州ユマで実施された。ユマはパンチョ伊東の紹介によるもので、現地においてサンディエゴ・パドレスの選手が練習の合間に黙々とウエイトトレーニングをやっている姿を実際に選手が目で見ることが出来たのは大きな収穫になった。チームは悲願の日本一に輝いたことで、これ以降、海外でキャンプを実施するチームが増えることになった。
1978年は、ユマキャンプでデーブ・ヒルトンを直接、自分の目で実力を判定した上で採用したほか、正捕手のレベルアップを目指し、森昌彦をバッテリーコーチとして招聘する。森は広岡の意向を受けて選手の私生活も細かく管理し、広岡は森のデータに基づいて巨人戦の対策を強化する。前年に続いてキャンプからシーズン開幕後も休日無しで守備中心の練習を行った。開幕当初はつまずいたが、ヒルトンと角富士夫で1・2番コンビを組ませた作戦が当たり、若松勉、マニエル、大杉勝男の中軸の調子が上がると強力打線が力を発揮し、5月からペナントレース争いに加わり、前半戦終了時に首位で折り返した。球宴休み期間の激励会で、後援会関係者と会話した際に「巨人に勝つとヤクルト商品が売れなくなる。優勝しなくてもいいから」と言われショックを受け、後半戦に入ると調子を落とし、8月25日の時点で巨人に4.5ゲーム差をつけられて優勝は絶望に見えたが、福富邦夫、若松、大矢明彦、船田和英らを中心にチームが結束、巨人の失速もあり、多くの逆転勝利を収めて快進撃を続け、10月4日に球団創設初のリーグ優勝を決めた。優勝決定後、広岡に真っ先に抱き着いて頬ずりまでしたのは選手ではなくオーナーの松園だった。日本シリーズでは4年連続日本一を狙う阪急ブレーブスとの対戦となり、世間の予想は「阪急有利」という評が圧倒していたが、ここでもヤクルトは阪急を4勝3敗で下して初の日本一も手にした。「阪急との日本シリーズで圧倒的に不利との前評判で勝てたのはヤクルトの方がベストコンディションだったからで、阪急は六・七分、その上、有馬温泉で休んでいたから、心のスキがあったんだろう」と話している。
広岡は日本一になった時点でヤクルトの退団を決意したが、フジサンケイグループから「優勝監督を『契約切れ』といって放出したら商売にならない」と慰留を受け、新たに3年契約を結んだ。この契約の際に現場のことは全面的に広岡に任せ、協力する約束を交わしたが、チーム補強のために意図したロッテの山崎裕之の獲得・トレードは合意の段階で決まって球団上層部からクレームが付き、次々に潰されていった。広岡はこれを「トレードに予定していた選手が残留を訴えたため」と述べている（山崎とは後に西武で監督・選手の間柄になる）。
1979年も優勝候補の一角だったが開幕から8連敗を喫して低迷、球団社長の佐藤邦雄は選手から不評だった森を広岡に無断でバッテリーコーチから解任し、投手コーチの植村義信を二軍に降格させようとした。これを知った広岡は球団人事案を巡って対立し、8月17日に辞任を申し出たが、佐藤から「じゃ辞めろ」と素っ気無く言われ、広岡、森、植村の3人が同時に8月29日付けで正式に退団した。

### 常勝西武の礎
ヤクルト退団後は日本テレビ、ラジオ関東、夕刊フジの野球解説者を務めた。
1981年9月、近鉄バファローズからこの年限りで退任する西本幸雄の後任として監督就任の要請を受ける。だが、西本に認めてもらえた喜びの一方であまり縁の無いパシフィック・リーグ、しかも在阪球団に引っ掛かりを覚える。さらに、同じ在阪球団の阪神タイガース球団社長・小津正次郎からも声が掛かる。阪神はヤクルトと同じセ・リーグで「巨人のライバル」「打倒・巨人」でやってきたこれまでの努力を実現するには格好のチームと考えて前向きに検討したが、契約年数で合意に至らなかった。阪神は伝統的に監督交代劇が起こり、それに終止符を打つために広岡は任期を5年を主張したが、小津が3年を譲らず、折り合いがつかなかった。
その後、広島時代の監督で、西武ライオンズの監督兼球団管理部長の根本陸夫から、当初は長嶋茂雄、上田利治が要請辞退した次での就任要請であった為躊躇したが、「お前しかいない。良い選手はしっかり取ってある。行儀作法、お辞儀の角度までしっかり仕込んであるぞ」と誘われる。
1981年10月29日、西武ライオンズの監督に就任することが正式に発表された。5年の任期で契約金6000万円・年俸3600万円と、当時の一軍監督としては異例の厚遇だった。広岡の西武入りは根本の仕掛けだけでなく、広岡の反・巨人意識とオーナー・堤義明の「巨人に追い付け追い越せ」の経営哲学が一致した結果だった。
監督としては長期的な5年契約だが、広岡は自身にとっても非常に厳しい契約書を作成してもらう。その内容は、
1. 広岡自身の都合により退団する場合、年俸はそこでカット。受領済みの契約金も返還する。
2. 休養中は給料は支払われない。
3. 舌禍に対しては厳罰を処する。

といったもので、監督就任記者会見の席でこれについて聞かれると、「納得したから契約した」と語っていた。監督就任後、ヘッドコーチに森、打撃コーチに佐藤孝夫と、1978年にヤクルトスワローズを率いて日本一になった際のコーチを招聘した。また、契約時には球団代表（当時）の坂井保之に「優勝したら裏方を含めて年俸を上げてほしい」と要望すると、「当然だよ、常識ですよ」という口約束があった。しかし、後に本当に優勝・日本一を達成しても年俸は上がらず、坂井へ「上げるのが当然って言ったじゃないか」というと、「そんなこと契約書に書いてない。君のミスだよ」と返された。広岡は監督就任決定後に聞いた話として、最初は長嶋へ声を掛けたものの即座に断られ、上田に九分九厘決まっていたものが引っ繰り返され、広岡への打診は3番目だったという。
広岡は、西武でもヤクルト時代と同様に厳しい自己管理と守備重視の野球を行う。就任一年目に前期優勝を遂げると、1982年のプレーオフでは後期優勝を果たした日本ハムファイターズを下して、球団19年ぶりのパ・リーグ優勝を果たす。同年の日本シリーズでも中日ドラゴンズを4勝2敗で下し、球団24年ぶりの日本一を達成、第一次黄金時代の幕開けを導いた。プレーオフで敗れた日本ハムファイターズの監督・大沢啓二は「『近鉄とロッテさえ注意すりゃあ優勝は間違いねえ』と思ってたんだ。ところが蓋を開けてビックリよ。それまで弱小球団だった西武がいきなり勝ちまくってそのまま前期優勝しちまった。広岡が（監督就任）一年目で優勝なんてなかなか出来るもんじゃねえ。ほんと、あれには驚いたよ」と述べている。
1983年も2位・阪急ブレーブスに17ゲーム差を付ける独走でリーグ連覇を果たす。同年の日本シリーズの対戦相手は古巣・巨人で、広岡は巨人を倒して日本一に輝くことで自分の野球の正しさを証明しようと取り組んできたため、待ちに待った舞台となる。巨人監督の藤田元司とはかつてのチームメイトで、二人が監督としての対戦は「球界の盟主の座を賭けた戦い」として第7戦まで日本中の注目を浴びた。激闘の結果、4勝3敗で2年連続日本一となり、球界に「西武時代到来」と騒がれた。日本シリーズから数日後、森を伴って、軟化していたとはいえまだ対立状態だった川上を訪ねて優勝を伝えると「負けりゃ良かったのに。藤田に勝たせてやれば良かったのに」と言われている。
シーズンオフ、日本ハムからトレードで江夏豊が入団した。西武側からの申し入れと、大沢の「広岡の下でやった方が江夏のためになる」という意向によるものである。しかし、江夏獲得のために中継ぎ投手の木村広・柴田保光を放出、小林誠二も古巣・広島へトレードとなり、中継ぎ投手3名が一度に退団したが、このトレードは広岡の意向に反しており、次第に広岡は根本やフロントに対して反感を抱くようになる。また、江夏自身も一匹狼の性格であり、選手管理で有名だった広岡との間で衝突が起こることが予想されていた。
1984年は主力の田淵幸一・山崎裕之・大田卓司がケガによる離脱や不振のため、好調の阪急に押されてペナントレースから早々と脱落してしまう。そこで広岡は5月20日から方針転換し、若手選手を多数起用して新旧交代を見据える采配を行った。伊東勤が正捕手となったのをはじめ、起用する選手の大半を若手選手に切り替えて「育てながら勝つ」という命題に挑み、3位で終えたことで会心のシーズンだったと語っている。シーズン終了後、ヘッドコーチの森が退団し、黒田正宏が選手兼任バッテリーコーチに就任することとなった。一方で田淵・山崎が現役引退を決意、江夏は8月に二軍落ちすると再昇格することなく西武を自由契約となった。江夏は広岡について「オレの生活権を奪った男」と語っているが、江夏があまりにもチームメイトに馴染めない、結果を残せないこともあって対応に苦慮した。江夏は11月12日、球団に対し退団を申し入れて了承され、現役を引退した。江夏の要望で任意引退ではなく、自由契約となった。江夏は西武退団後の1985年頃に「最近、広岡さんの話をすると虫唾が走る。あの人は将の器じゃない。他人に責任を擦り付けて自分は責任を取らない。森さん、佐藤さん（1983年限りで阪神へ移籍）と広岡さんを支えた人は西武を去り、ロクさんもよく二軍で残ったもんだ。ブチ（田淵）みたいに他人の悪口を言わないのが広岡さんの悪口を言った。納得いかない監督はチビ1と今度の監督（広岡）」と語っている。
1985年は、前年に中日から二軍総合コーチとして加入していた黒江透修を一軍総合コーチに回し、宮田征典を一軍投手コーチ、長池徳士を一軍打撃コーチ、土井正博を二軍打撃コーチに招聘するなどコーチ陣を一新。背番号を80から91に変更する。田淵の引退により、広岡は長距離砲の外国人選手を渇望する。筆頭としてドン・ベイラー（カリフォルニア・エンゼルス）の獲得を進言したが、球団は打者ではなく台湾球界のエース・郭泰源を獲得した。1985年は秋山幸二・辻発彦・工藤公康・渡辺久信などの若手選手の台頭により、従来の寄せ集め選手中心から生え抜き選手中心のチームへ姿を変え、独走状態でリーグ優勝を果たした。広岡はシーズン終盤に持病の痛風が悪化して長野県諏訪市の「長生館」に入院し、一軍総合コーチの黒江透修が監督代行を務め、優勝決定試合では不在だった。リーグ優勝を決めた藤井寺球場で宙に舞ったのはエース東尾だけと前代未聞の「監督胴上げのない優勝」だった。同年の日本シリーズでは、現役時代のライバル・吉田率いる阪神に2勝4敗で敗れ、日本一を逃した。
表向きは痛風の治療だったが、広岡がリーグ優勝の胴上げをボイコットしてまで球団に抵抗する必要があったのは、日本一に3度も輝いた実績を盾に球団運営にかかわる全ての権限を持つ日本初のゼネラルマネージャーのポストへの就任要求だった。これらはシーズン中から申し入れていたが、それは西武の球団組織の解体を意味することから、球団側としては、広岡の一足飛びの要求はあまりにも過激であった。これが無理と判断すると広岡は根本取締役管理部長が握っていた一、二軍の人事権を奪おうとした。広岡は二軍との連携を密接にしたかったが、二軍は根本の管理下に置かれ、新人選手の獲得、育成、トレードによる選手補強など、一切が根本によって行われていた。いわば広岡は根本から与えられた戦力で試合に勝つことだけを求められていた監督だった。これに対し、広岡の要求は、現体制に対する反逆としか映らず、8月の時点で「チームの運営に支障をきたす」という理由で、シーズン終了後の解任が水面下で固まっていた。日本シリーズに勝とうが負けようがクビは決定していたため、一連の広岡の抵抗は最後の意地だった。日本シリーズで阪神に負けた日、広岡は好敵手・吉田義男に「しばらく野球から離れるよ」と言った。吉田は「広岡さんから、阪神に何がなんでも勝つんだ、という気持ちはもうなかった」と話した。シーズン終了後、広岡は監督権限を強化するようにフロントに要望したが聞き入れられず、夕刊紙にフロント批判を繰り返したことを根本が問題視すると、同年11月8日に広岡は辞任を申し出た。広岡が根本に「辞めてあげましょうか」と言うと、根本は嬉しそうに「おお、辞めてくれるか」と答えた。5年契約を1年残し、優勝監督の突然の辞任という衝撃的なものだったが、広岡自身は「相当いい仕事しているのにクビになった」と話している。辞任記者会見では、「痛風が出て終盤の大事な試合で指揮が取れなかった。球団にはわがままを聞いてもらった」と、球団が書いたシナリオ通りに辞任の理由を健康上の問題としたが、「4年間で三度のリーグ優勝、二度の日本一と出来過ぎとも言える成績を残した自分をどうして追い出しにかかったか、今でもわからない」と話しているが、一部では広岡の選手に対する厳し過ぎる指導、言いたい放題、勝っても思ったより伸びない観客動員、フロントとの確執を挙げている。西武ナインが広岡の退任を聞いたのは、伊香保温泉に体のケアに向かう途中、関越自動車道のサービスエリアでのバスの中で、車内は大きな歓声に包まれたという。正捕手の伊東は同日、温泉治療で群馬県の上牧温泉病院へ向かっている途中で広岡の辞任を知り、「サービスエリアでビールを買って小宴会みたいになった。私のあの厳しさから解放されると思うとホッとした」と当時を振り返っている。
広岡の後任には長嶋、古葉竹識、田淵らが候補として挙がったが、同年12月5日に前年限りで退団していた森が監督として復帰し、後に黄金時代と呼ばれる。
西武退団後はNHKの野球解説者に就任した。

### 球界初のGM就任
1990年に阪神タイガース監督に就任した大学の後輩・中村勝広に請われて臨時コーチを務め、東京遠征時には仲田幸司、猪俣隆、野田浩司を指導した。特に仲田には徹底的に指導し、鳴かず飛ばずだった仲田は2年後の1992年にエースとして君臨する。
広岡は、アメリカに比べて日本は指導者育成の場が少な過ぎると考え、1988年に「ジャパンスポーツシステム」を設立、アメリカの著名選手や球団経営者を招いて勉強会「日米ベースボールサミット」を開催した。これは1990年まで3回実施され、MLBコミッショナーを務めたボウイ・キューン、ドン・ドライスデール、ボビー・ボニーヤなどのMLB元指導者、およびボビー・バレンタイン（テキサス・レンジャーズ監督）などの現役監督や選手が来日したほか、日本からも広岡をはじめ張本勲、鈴木啓示、古葉竹識らが参加して議論を繰り広げ、当時プロ入り前だった野茂英雄（新日本製鐵堺）、古田敦也（トヨタ自動車）などのアマチュア選手も参加し、実技指導を受けた。また、「ジャパンスポーツシステム」は日本人選手の受け入れを目指してアメリカのマイナーリーグ球団の経営にも乗り出し、当時ミネソタ・ツインズ傘下1Aだったバイセイリア・オークスを買収、読売ジャイアンツから吉田孝司コーチ、藤本健治・佐川潔・小沢浩一・四條稔を受け入れた。1990年にはトロント・ブルージェイズ傘下3Aのバンクーバー・カナディアンズを買収した。バンクーバーで通訳・経営に携わったエーシー興梠は能力を買われてロサンゼルス・ドジャースアジア地区担当取締役に就任し、黒田博樹を獲得している。
1994年11月1日、オーナー代行・重光昭夫に誘われて千葉ロッテマリーンズのゼネラルマネージャー（GM）に就任した。GM制度は日本球界初の試みで、当時のロッテは毎シーズン下位と低迷し、「オーナーから『全部任せる』と言われ、革命的なことをやる必要がある」と、前述の日米野球サミットで知り合ったボビー・バレンタインを監督に招聘、選手ではフリオ・フランコ、ビート・インカビリア、エリック・ヒルマンを獲得する。しかし、バレンタインとはシーズン序盤から野球観の違いで確執を起こし、伊良部秀輝・小宮山悟・愛甲猛・ヒルマン・フランコら主力選手とも確執を起こした。広岡は二軍ヘッドコーチだった江尻亮を一軍に昇格させ、バレンタインの意向を遮って休養日に練習を課したが、広岡はバレンタインが泣きついてきたため、日本式の練習を導入し、練習に飢えていたチームは軌道に乗ったと話している。チームは後半戦から調子を上げたため、新外国人選手獲得のために渡米し、帰国後にバレンタインが「自分（広岡）に任せていたらチームはもっと上（位）に来ていた。GMが横槍を入れたから」という趣旨の記事を書かせたという。
チームは最終的に、1985年以来の2位へ躍進したが、江尻と江藤省三、尾花高夫が「選手が不調になればすぐ対処するのがコーチの仕事なのに、監督は『疲労が原因だから休ませれば良い』と言う。これでは我々コーチの仕事が無い。出来れば（ロッテを）辞めたい」と辞任を申し出た。これを受け、オーナー代行・重光昭夫に事情を説明すると、オーナー・重光武雄の裁定を仰ぐこととなったが、武雄から「監督解任でも良いか?」と聞かれて「困りません」と答え、同年限りでバレンタインの解任が決定、後任に江尻が昇格した。広岡は自身に「監督を解任する権限は無かった」と話しているが、後にバレンタインは「GMは選手集めが仕事なのに、広岡はそれをせずに現場へ口を出すだけだった」と批判し、広岡は「監督は泥まみれで選手を教えるのが仕事なのに、バレンタインはやらなかった」と反論している。1996年は江尻が監督を務めたが、フランコ、インカビリアに替わる新外国人野手として獲得したランディ・レディ（登録名・スパイク）、ジャック・ドウティー（同・ジャック）が絶不調で6月に解雇される非常事態に陥る（その前後に広岡がGM就任の94年オフにヤクルトからトレードで獲得の内藤尚行を中日に放出し与田剛獲得も内藤同様に戦力にならなかった）。その後、ウェス・チェンバレン、ダレル・ウィットモアを獲得したものの5位に終わり、広岡は3年契約を1年残して同年10月8日に解任された。

### 再び解説者として
1998年から2007年まではアール・エフ・ラジオ日本の野球解説者を務め、その間はスポーツ情報番組のラジオパーソナリティとしても活躍した。
現在は野球評論家として活動する傍ら、読売巨人軍OB会副会長を務めていた。2004年に会長である長嶋茂雄が脳梗塞で倒れて以降は事実上の会長格として活動していたが、正式な会長ではない。また、長嶋の前々任だった別所毅彦が死去した時や、前任の藤田元司が辞任した際も会長候補として名が挙がったが、就任は実現しなかった。その後、2009年に王貞治がOB会の会長に就任した。
2005年のシーズン途中に東北楽天ゴールデンイーグルス（楽天）のGM職に就任する打診があったが、同時期に巨人を退団した清原和博の獲得を巡り、楽天オーナーの三木谷浩史との間で対立したため、GM職就任の話は破談になったことが後年（2022年）に当時の同球団監督を務めていた田尾安志と同球団編成部長を務めていた広野功により、明らかになっている。一方広岡本人は、GMは監督として経験不足の田尾にアドバイスをするのが役割で、コーチにも黒江透修、宮田征典らに声をかけて承諾を取っていたが、自分が知らない間に野村克也を監督に招聘することになったことを聞いて「頭に来てGMの話を断った」と話している。
「指導者とは自身の身体で見本を示さなければならない」を持論としており、高齢の監督・コーチ業には否定的な立場をとっているため、2000年代以降は正式な指導者として腕を振るうことは無いが、シーズン終了後には読売ジャイアンツの臨時コーチを務めており、2012年には中日ドラゴンズ・東京ヤクルトスワローズの臨時コーチを務めた。また、母校・早稲田大学の指導も熱心で、特に内野手のスローイングの指導を行っている。
また、「読売ジャイアンツの監督は生え抜きに限る」ことも持論としており、2001年シーズン終了後に長嶋が勇退した後も東京スポーツ紙上で「これからはOB会が巨人軍の再建のため遠慮なく発言する」というなど、球団経営に介入する発言を繰り返している。2005年に堀内恒夫が解任され、後任として星野仙一の名が挙がったが、広岡は大反対し、2007年に原辰徳が率いて5年ぶりのリーグ優勝を果たすと、「原が優勝してくれて心底ホッとした。原には『巨人魂』がある。やはり（巨人監督に）余所者を入れてはダメ。巨人の飯を食ったことの無い者には任せられません」と話した。
一時期、中日新聞において「広岡達朗の痛言独論」というコーナーを不定期で受け持ち、日本の野球界に対する苦言などを自らの持論を元にして語っていた。オリンピックへのプロ選手の参加にも否定的で、「オリンピックというアマチュア選手の夢を奪うことは野球界のレベルアップにはつながらない」というのが持論である。
現在はベースボール・マガジン社より発行されている週刊ベースボールにおいて「「やれ」と言える信念」という隔週連載コラムを受け持つほか、複数のニュースサイトへ記事を寄稿している。内容は野球のみに留まらず、2017年に日馬富士が貴ノ岩に暴行を働いた傷害事件に端を発する角界の一連の騒動や日大アメフト部反則タックル問題、新型コロナウイルスの流行や対応といったものを取り上げることもあり、現代文化や概念に対して拒絶的な意見を寄せることもある。

## 人物

### 球界一の遊撃手とは

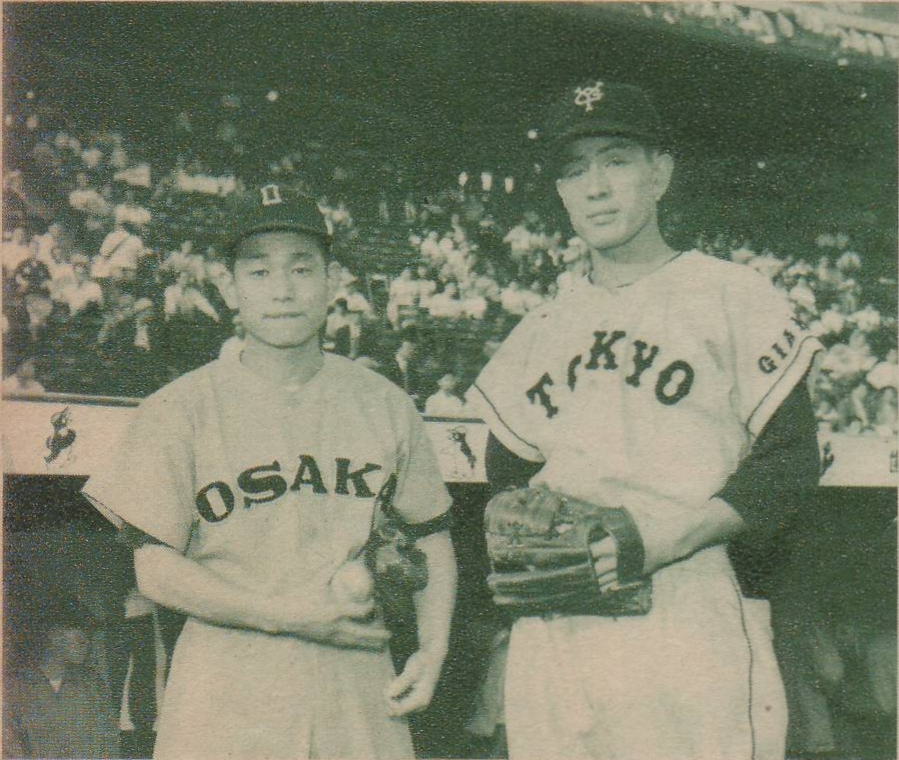
のオールスターゲームにて吉田義男と

優れた守備力のある遊撃手と評価されていたものの、ベストナイン遊撃手部門の選出回数にあるように、当時は球界ナンバーワンの遊撃手といえば吉田義男（大阪タイガース）とされていた（吉田は9回に対して広岡は僅か1回）。広岡は、吉田のずば抜けた守備力を「甚だ迷惑」と語っていたが、吉田は「広岡さんからグラブ捌きなど色んなことを学んだ」と述べている。吉田の俊敏、華麗な守備に対抗するために広岡が行き着いたのは「基本に忠実、堅実なプレー」で、岩本尭は「どんなデコボコのグラウンドで、（打球の）バウンドがどうなろうと、広岡は百発百中捌いていた。広岡へのノックが始まると、他の選手は練習を止めて見入っていた」と称えている。
そんな広岡が守備の手本としたのは、ポジションこそ異なるものの1958年秋の日米野球で来日したセントルイス・カージナルスの二塁手で、後に選手（南海）・コーチ（南海、広島）・監督（阪神、南海）として日本プロ野球の複数の球団に所属するドン・ブレイザーだったという。基本動作を一から全て丁寧に練習するブレイザーを見た広岡は、「最初はバカにして見ていたけどそれはとんでもない大間違いで、自分はあのように丁寧に野球をやってないことに気付かされた。ブレイザーの真似をして打球にひたすら丁寧に向き合うようにしたら、自分の守備力が急激に上がった」と言い、自らの守備理論の確立にブレイザーは最も大きく貢献したと常々語っている。このように妥協を許さない姿勢は後年の監督時代に有名となったが、実際にはこのように現役時代から方針は変わっておらず、読売ジャイアンツコーチだった牧野茂は「広岡には『この位で良い』というのが無い。どこかで固めてしまえば“広岡スタイル”が出来ただろうが、常に上を求めてしまう」と語っている。牧野と、現役時代に大先輩だった千葉茂は口を揃えて「広岡のエラーは『理由の無いエラー』が無い。エラーをすると必ずその原因を追究し、翌日にはそれを修正するための練習をしていた」と、その探求心を評価している。

### 伸び悩んだ打撃
1年目から打率3割を記録して新人王を獲得し、大型の遊撃手としての評価を受けるもそれ以降は伸び悩み、打率.250を越えたのが1955年（.257）と1958年（.277）のみであった。初めは新田理論に傾倒するがのちに荒川理論で打つなど、器用に何でも採り入れられる一方で、広岡自身が理論家だけにとにかく理詰めで打撃練習に取り組んでしまい、これが迷い道となって暗中模索のまま終わってしまった。また、投球をあまりに怖がって積極性が無かったとの評価もある。

### 指導者として
監督としては、当初は弱小球団だったヤクルトスワローズ・西武ライオンズを就任から僅かな期間でリーグ優勝、日本一へ導いており、その手腕は現在でも多方面から高く評価されている。また、選手に対してわざと突き放した姿勢を見せて発奮させたり、「管理野球」として食事や私生活を管理して野球との向き合い方を学ばせており、その指導を受けた後輩から慕われている。特に西武時代の教え子からは、田淵幸一・東尾修・石毛宏典・伊東勤・渡辺久信・秋山幸二・工藤公康・大久保博元・田辺徳雄・辻発彦の10人の一軍監督を輩出、うち6人が優勝監督、4人が日本一監督となっている。

#### 広岡流管理野球
広岡は監督として、前述のように徹底した「管理野球」を行ったことで有名である。広岡は"管理野球の体現者"とされ、それはチームの瓦解へとつながる“劇薬”でもあり、功罪相半ばするものであった。
管理野球とは、広岡から選手に役割分担を決めさせてそれぞれの役割を完璧に果たすように教育して鍛え上げることだった。広岡が自ら選手一人ひとりに対して綿密にスケジュールを組んで管理するもので、繁華街などでの夜遊びや度を越した飲酒を禁止し、さらに選手の食事のメニューまで規制を加えた。「私の野球スタイルは海軍の軍律と同じ。上官の命令への絶対服従が当たり前。ファンのため、チームのために自分の生活を賭けて死にもの狂いで戦うのに、『監督の指示に従えません』では勝てない」「万全のコンディションでプレーするためには当然のこと。プロの選手にとって、グラウンドが全て。いい加減な体調でグラウンドに出てくることは許さない」と述べている。集団行動の規律を重要視する組織野球は「管理野球」と呼ばれ、それがチームのためであり選手自身のためという論理である。選手にとって一番面白くない守備練習を繰り返し、若手選手の練習休みは一年のうち、オールスター期間の1日だけ、日本一になって年に2日休みがあったといわれる。その管理は選手の私生活にまで及んだ。

#### 食生活への疑問～肉食から自然食、禁酒・禁煙の通達
広岡が「管理野球」で特に重視したとも言われるのが選手の食生活で、玄米や自然食品などが身体に良いと知った広岡がチームに浸透させた面もある。ただし一部の表現によって多方面から反発を招くなど、必ずしも良いことばかりではなかった。
広岡が選手の食生活について最初に疑問を抱いたのは、指導者としてのキャリアが始まった広島東洋カープのコーチ時代からである。広島の日南キャンプは、晩飯に焼肉が出て大量のビールが並び、それを選手が和気藹々と食事している観光旅行のようだったという。それを見た広岡が根本にキャンプ中の禁酒を申し入れたところ、広島の選手は素直に聞いたという。広岡はさらに、広島コーチ時代の2年間は厳しい基礎練習を繰り返し、のちに広島伝統の猛練習の礎は当時のコーチ陣が作ったものと述べている。
ヤクルト監督時代にはチームの"負け犬根性"の払拭が第一歩と考え、選手たちの意識を変えることを強く考えた。アキレス腱の持病を持つ若松勉が遠征へ向かう移動のバスに乗車後にすぐ缶ビールを買い込んでくるため、アルコールが故障に良いはずが無いと広岡がナインの前で若松を叱責した。広岡はヤクルトに入ってすぐに選手を仔細に観察していたとき、黙々と練習している若松の姿が目に入った。すでにチームの中心選手になっていた若松は真面目で練習態度もいいし、技術向上のためならどんな努力もいとわない、四六時中、バッティングのことを考えている男。人格的にも申し分なく、誰からも慕われている若松が中心として存在していれば、自然とチームはまとまるはずだと広岡は考えた。それで監督になったときには「若松に賭けよう」と決めた。しかし、人前に出ることが苦手で奥ゆかしい性格の若松を見ていると、広岡は歯がゆさを感じていた。広岡は若松に対しては「もっと率先してチームを引っ張っていってほしい」と求め、ことのほか厳しく当たることを決めた。どこかのタイミングで若松にハッキリと言わなければいけないと考えていたとき、「缶ビール事件」が起き、それでナインの前で若松を叱責したら表情が変わった。それこそ広岡のまさに望んでいたものだった。「缶ビール事件」後、若松勉は覚醒した。同時に他の選手の意識も変わっていった。若松は当初こそ反発したが結果的に良い方向へ作用し、若松も「広岡さんにも良くしてもらいましたし、いろんなことを学び、大きな影響を受けました」などと述べている。広岡は西武の監督時代に田淵幸一にも、同様の手法を採った。若松は「あっ、オレと同じように接しているな。今度は田淵さんがターゲットなんだなって（笑）」と述べている。
チーム内に故障者が続出することを不思議に思った広岡は、ある日の神宮球場のベンチで「なんで、こう故障者が多いんだろう」と思わず嘆いた時、顔は時々見かけるものの名前を知らない人物から「食べ物が悪いんじゃないの?白米を玄米に変えるといいと聞きますよ」と声を掛けられる。これをきっかけに広岡自ら玄米を取り寄せて自ら食べ始め、さらに食物関係の書物を読み漁るなど勉強を重ねた結果、広岡が行きついたのは自然食だった。その過程で医学博士の森下敬一と知り合いになると、自身で1年にわたって玄米や自然食を摂取し続けた結果、効果があると判断し、選手に自然食を奨めるようになる。
西武ライオンズ監督に就任した際には、ヤクルト時代まで続けていた「禁酒、禁煙、禁麻雀」と「玄米食・自然食品の摂取」をチームに強要し、肉の摂取量を制限する選手の食生活の改善から着手した。ただし、一部マスコミの誇張表現が見られ、それに対しては「あくまでも『制限』であって『禁止』では無い」と広岡自身が牽制していた。さらに広岡は知り合いとなった森下をキャンプに招き、コーチ・選手全員を参加させて「夫がグラウンドでいい仕事が出来るよう参考に」と妻帯者の選手の夫人にも参加を呼びかけて講演会を行った。また制限するだけではなく、全ての理屈を説明した。当時は「アスリートとは思えない、不摂生極まりない選手ばかりのチームもあった。毎晩のように朝方まで深酒するなんてことも普通にあった時代「スタミナ作りに肉は欠かせない。特にスポーツ選手はたくさん食べないと肉体が維持できない」という考え方が大勢を占めていたが、広岡は、まずそれを改善しようと大なたを振るう。この講演に「肉は腐った食物である。牛乳も農薬がかかった牧草を食べた牛から搾り取るので、毒を飲んでいるようなもの」いった内容があったため、この講演会を報道で知った日本ハムの球団社長である大社義規が激怒し、その子会社である日本ハムファイターズの当時の監督であった大沢啓二も「草の葉っぱを食べているヤギさんチーム（西武）に負ける訳にはいかない」と挑発した。実際には肉や牛乳、ビタミン類が失われている白米より、玄米や雑穀類、豆乳などの方が栄養価が比較的高く、自然治癒力も付きやすいとの意味であり、肉食を全面的に否定しているのではなく「食べ過ぎるな」との意味で、肉食の他に魚介類や野菜、果物などでバランスよく摂った方が身体に良いという、酸性偏重の食生活を改善させると言う意味である。今でこそ健康にいいと多くの人が愛好する玄米だが、当時の悪評は高く、茶色くて不味く、慣れないこともあって、消化できず、胃腸の調子が悪くなる人も多かった。一方、当時の日本ハムファイターズのキャンプには、親会社のルートを使い、日本ハム本社から大量の新鮮な肉が差し入れられ、初日の夕食がステーキ、2日目がトンカツ、3日目がすき焼きといったように、肉中心のメニューを組んでいた。元々、豆乳は広岡がヤクルトの監督を務めていた頃にも導入していたが、乳酸菌飲料を扱う親会社の強い要請で僅か一週間で中止に追い込まれていた。また、前述の広島のキャンプにもあるように、当時の野球選手は試合後にビールを飲んで肉を摂るのが一般的な時代で、それが結果的に暴飲暴食しがちになり、そのまま肉食に偏る悪循環に陥ることが多かった。一方で、広岡は1982年の著書で、合宿所の食事に前述の自然食品を摂取させるほか、化学調味料や精製された塩や砂糖を全部排除したと記している。
ここまで徹底したやり方を続ける広岡が影響を受けたものとして、西武監督時代に読んだロバート・ハースの記した「食べて勝つ」（講談社、1985年）がある。前述の「肉や牛乳は腐った食物」発言は親会社の系列スーパーから大きな反発を招いたが、広岡は怯むことなく親会社の意向を無視してまで自分の考えを貫き通した。選手はそんな広岡の姿に“恐怖”を感じ、それがチームを変える原動力となった。
ベテラン選手は納得しないままだったが、夏場にかかり、他チームがケガで離脱する選手が多くなる中、西武は故障者が出ず、戦力的にダウンすることなく、シーズンを走りきって、勝ちまくってみるとやはり食事が良かったのかもしれないと、みんなが思うようになっていった。しかし、この広岡の方針にはチーム内の反発も大きいものとなり、遠征時の外食が増加するなど、首脳陣の目を盗む事案があったことは、後に西武の監督を経験した森祇晶や渡辺久信からも指摘されている。前述の「肉や牛乳は腐った食物」発言で不快感を示した大沢は著書で「ファイターズ主催試合の時は、時々西武のベテラン選手らが訪ねてきて『白飯を食べさせて下さい』と頼みに来たから食堂で食わせてやったんだが、いい歳した身体の大きな選手達が『うまい!うまい!』と泣きながら食うわけさ」と述べている。特に森は、西武の監督に就任すると早速、玄米食を白米食へ切り替え、試合後の食前酒も解禁した。なお、広岡自身の食生活は、選手や球団と合わせることもなく、制限も何も加えておらず、51歳で痛風、70歳と80歳に脳卒中に罹患した。さらにその後、広岡はホルモンをよく食べ、愛飲していた日本酒も毎晩1合7勺ほど飲んでいたことを明かしている。監督時代に痛風になったことは、マスコミのみならず選手からも格好の攻撃材料となったが、広岡は「美食で痛風になるのはウソ。人によって原因は違う」などと反論している

##### 時代の先取り～武道とウエイトトレーニング
また、重量挙げなどの一部のスポーツ選手以外は行っていなかった本格的なウエイトトレーニングを体系立ててチームに導入している。ウエイトトレーニングを導入した経緯は、2位になった1977年のシーズン終盤のある日、選手がロッカー内にゴルフ道具を持ち込んだり、オフにどこかの温泉へ行こうなどの話が出始めたため「シーズンは終わっても野球が終わるわけではない。身体の回復とレベルアップを図るには基礎体力を付けることが最もよい」という理由だった。選手には「シーズンの疲れは完全に休んだら抜けることは絶対に無い。人間の身体は動かしていないとダメだ」と言い渡して大きな反発を買ったものの、実際に渡米してサンディエゴ・パドレスのクラブハウスを訪ねたところ、クラブハウスの真ん中にウエイトトレーニングの機器が設置され、パドレスの選手らが何食わぬ顔でトレーニングを行っており、選手らは素直に納得したのだという。
合気道や剣道などの「武道」にも造詣が深かった。1995年に千葉ロッテマリーンズの監督に就任したボビー・バレンタインに対し、ゼネラルマネージャーだった広岡は「練習に竹刀とサンドバッグを使用したい」と依頼した。バレンタインが実際に竹刀を振ってみるも、バットとは違った動きになると判断して導入に反対したが、これが広岡の怒りを買い、同年は2位と躍進したがバレンタインは解任された。ただし広岡は「自身に監督をクビにする権限はなかった」と話しているほか、のちにバレンタインとは和解しており、2005年に日本一に輝いた際には「私を日本に連れてきてくれたヒロオカさんに感謝したい」と語っている。
古今東西の書物を濫読していた野村克也が人間教育にこだわったのに対して、広岡は哲学者であり思想家でもある中村天風、合気道の達人・藤平光一、新田恭一など、外部の有識者との交流を通じて、さまざまな"気づき"を得ようと試み、それらの教えを積極的に野球に取り入れようとした。独自の自己啓発論で政財界にも強い影響力を持っていた、天風会の中村天風を人生の師として仰いでいる。中村とは、広岡の現役時代に悩んだ際の相談がきっかけで交流を深め、以後は人生全体について教えを乞うようになったと自著「意識革命のすすめ」で記している。また、早稲田大学の先輩である荒川博が武道に傾倒していたため、合気道の植芝盛平と道場の師範部長だった藤平光一、植芝から紹介された剣道の羽賀準一に師事し、合気道と居合を習得した。後に「荒川道場」で鍛えられて通算868本もの本塁打を放った王貞治の「一本足打法」は、指導した人物こそ荒川だが、藤平の心身統一合気道が元ではないかとも話している。ヤクルトが初優勝した1978年に大エース・松岡弘を夏場に26日間干して、遠征先では試合後にホテルの広岡の部屋や、スペースのある場所でひたすら軸足で立つ練習を繰り返させた。これは藤平の「臍下の一点に心を鎮め、氣を込めることができれば簡単に投げられる」という教えに基づくものだった。

#### 広岡の指導がもたらした影響

##### 広岡のコーチング
西武から監督の就任の要請を受けた際、管理部長の根本陸夫からは「真のプロ野球を教え、彼らを戦う集団に変貌させてほしい」と乞われている。そんな根本も広岡について「球界で最も妥協の無い人物」、関根潤三も「文句無しに球史に残る名監督。大指導者」と評している。早稲田大学の後輩である近藤昭仁・中村勝広・八木沢荘六や、監督時代の教え子だった若松勉・大杉勝男・田淵幸一からは深く信奉されており、近藤は「監督の戦略はいままで見た監督の中で間違いなくナンバーワン。特に選手に自己管理を徹底させる方法と、根気良く選手の欠点を矯正していく技術はプロ中のプロ」と述べている。
西武監督時代に選手だった田淵幸一は、広岡のコーチングに最も強烈な影響を受けたと自著で述べているが、それは「まさに『喧嘩』。選手を怒らせて上手くさせるコーチング」と解説している。ある年のキャンプ初日に広岡は全選手を並べ、その前で主力選手を「給料泥棒!引き際を考えろ!」と一人ずつ批判したため、選手間で「アイツ（広岡）の目が節穴だったと証明してやる。絶対優勝してアイツを胴上げして4回目で全員の手を離して落としてやる」が合言葉になったという。これは勿論広岡の好き嫌いや思い付きで発言したのではなく、西武ライオンズというチームはベテランの働きが鍵を握ると考え、奮起させればチームの体質が変わるという戦略であり、まんまとこれにはまった。チームが強くなると指揮官に信頼感が湧いてくるのは不思議なもので、胴上げの際には落とされることなくしっかり受け止められたという。広岡は不世出の勝負師と思うと話している。田淵はさらに、広岡の食事療法を受け入れた結果、体質が改善されたと述べている。

##### 天狗にならないように
プロ2年目にチームリーダーとしての教育を施した石毛宏典は、「オレにとっても広岡さんの存在は大きい。（自分が）1年目に新人王を獲って『プロってこんなもんか』って少し甘く考えていたんだが、2年目に広岡さんが来たら『下手だ』とかボロクソ言われて…。腹立つこともあったけど『将来、指導者になりたければ自己流はダメだ。しっかりした理論を身体に染み込ませろ』と。（広岡が）正確に問題点を再現するから納得するしか無かった」と述べている。さらに石毛は「オレの中で昭和の名将は『広岡達朗』しかいない。監督人事は有事なんですよ。問題があってそれを解決して勝てるようにしなきゃならないから、その能力を持った人にやってもらうわけでしょう。あの時の西武はバラバラで、個々の選手の技術やレベルも十分じゃなかった。だから広岡達朗という男は個人のスキルアップを徹底的に行い、それでチーム力を上げ、勝てる集団にした。それだけの技術を持った『技術屋』でもありました。厳しい広岡監督に野武士たちが付いていくようになったのは、やっぱり広岡監督が技術理論に長けた人だったからではないかと思う」「ベテランは猛反発したけど、自分は中学、高校、大学と軍隊のような部活で育ったから違和感は無かった」と話している。広岡もそんな石毛をリーダーシップのある選手と見抜き、天狗にならないように意識的に挑発したと述べている。

##### コーチ陣と共に
広岡は単独で指導するのではなく、一軍で指揮を執る一方で森、近藤、佐藤孝夫の3コーチと共に二軍へ向かい、自ら若い選手を鍛え上げた。その成果もあって1985年には一気に若手が台頭した。
2012年、阪神タイガース初のゼネラルマネジャーに就任した中村勝広は、広岡が行った「一軍首脳陣が二軍の若手を直接指導する方式」を導入し、西武の黄金時代を築いた広岡のやり方を踏襲した。

#### コーチ・選手から見た広岡
西武監督時代の教え子は、広岡の管理野球や指導に対して感謝の言葉を述べている者が多いが、同時に広岡の考えは時代に合わないとして否定的に捉えている者もいる。
当時エースでのちに監督となり、現在は西武のゼネラルマネージャーを務める渡辺久信は「高校を卒業していきなりの管理野球には『とんでもないとこに来た』と思ったけど、いま思えばその経験が良かったと思う。最初の上司が放任主義者なら今頃はどうなっているか、何をやっているかすら分からない。そういう意味では広岡さんに礎をつくってもらったのかも知れない。蹴飛ばされたこともあったが、野球に関してあんなに厳しい人はいなかった。若いときに広岡さんと出会えたことは僕にとっては幸運だった」などと話している。
2010年まで球界最高齢選手（47歳）として現役を続け、福岡ソフトバンクホークスを監督として幾度となく日本一に導いた工藤公康は、広岡に「坊や」と可愛がられ、入団1年目から試合で起用されことでも知られるが、西武時代に広岡に教えられた食事法を現在も実践し、体調管理に役立てているといい「管理野球が自分の基礎」「これまで何度もあった逆境を乗り越えられたのは、広岡監督に若いうちにプロ魂をたたき込まれたお陰」「玄米じゃなきゃ壊れていたかもしれない」「頭が上がらないというより、いまでも顔を見たら直立不動です」「当時の広岡野球を思い出すと、やっているときは苦しかったけれど、自分が監督になったとき、やっぱりすごく参考になりました」「野球に懸ける情熱、思いはあまりにすごすぎて真似できない」などと話している。なお、熊谷組への就職を発表していた工藤をドラフト6位で強行指名して入団させた仕掛人は、工藤自身含めて長らく根本と信じられてきたが、実は根本自身は工藤の指名に反対で、強行指名の仕掛人は広岡だったという。渡辺と工藤の実績は、広岡が一軍に置いたまま特別教育した成果である。
金森栄治は「オレは玄米は嫌いじゃなかった。いまはみんな五穀米を食べている。広岡さんは時代の先を行っていたということ。野球のスタイルに関してもそう」と話している。
伊東勤も基本の大事さを教えられた最も影響を受けた野球人として広岡を挙げ、「チームをつくる上で、みんなが1年間通して同じ戦略で戦えるかどうかを一番重視する監督でした。そうなったとき、ケガをしない体、夏にバテない体というのを第一に考えたのだと思います」「（広岡の監督辞任直後）その時は、広岡さんのおかげでチームが強くなったことに感謝する選手はほとんどいなかったと思う。だが、やがて分かる。広岡さんに基礎をしっかり叩き込んでもらったからこそ、その後のライオンズがあったのだ」「広岡さんが土台を作って寄せ集め球団を優勝に導き、西武になってから入団した生え抜きが『勝つためにはこういう野球をやらなきゃいけない』と基本を引き継ぐ。戦力的に足りない部分を根本さんがトレードで埋め、バランスのいいチームを作った」「この年齢になって、自分たちが指導者の立場を経験して、やっと理解できたというのはあります。ただし、また広岡さんの下でやりたいかと問われれば、やりたくないという人がほとんどでしょう。私もそうです（笑）」「ドジャース戦法を取り入れてV9を達成した戦術や練習法を学び、取り入れたことに端を発していると聞きます。その徹底ぶりからしても広岡さんがその代表格です。そして西武で広岡野球を学んだ選手たちが、また他球団でもそのエッセンスを伝えています。秋山や工藤がソフトバンクで実現したものも、その流れにあったと言っていいでしょう」などと述べている。
辻発彦は「広岡さんの下で野球がやりたくてアマチュアの時から西武志望でした」と話し、「広岡さんにみっちりと基本をしっかり叩き込まれたことで、16年も現役をやれたんだと思っています」などと述べている。2016年10月の監督就任会見では、基本に立ち返ることの重要性を説いた広岡から授けられた座右の銘「稽古とは一から習い十を知り十よりかえる元のその一」を披露した。自ら手本を見せた広岡同様、自身も自ら手本を選手に見せる指導を行うと話した。
大久保博元は「何でボクを獲ったのかというところから始まった広岡野球が、指導者になった今になって、なるほどと思えることばかり」と話している。伸び悩んでいた時期に「下手投げ理論」を基に再生させた松沼博久は、当時誕生した長男に「達」の一文字を付け、感謝の気持ちを表した。
福岡ソフトバンクホークスの監督として日本一に輝いた秋山幸二は、アメリカの教育リーグと広岡野球を心酔して招聘された長池徳士によって育てられた。また、東北楽天ゴールデンイーグルスの初代監督である田尾安志は「広岡監督が実力至上主義を徹底していたから。だからこそ、他チームの追随を許さない黄金時代を築くことができた」「広岡さんは選手を歯車の一つとしか思っていなかった。ベンチからバントのサインが出ると打球を転がす位置も決める。考えさせる隙を作らせなかった。広岡さんは二軍監督の方が適任だと思った。なぜなら野球が学べるから。当時の西武の選手は若手が多かったから広岡さんが標榜した『管理野球』は合ってました」と述べている。
ロッテコーチ時代に毎日のように広岡に怒られ、指導者としての心構えをたたき込まれたという尾花高夫も、最も影響を受けた指導者として広岡を挙げており、2010年から2011年まで横浜ベイスターズで指揮を執った際には、広岡と野村克也を手本にした野球をやりたいと話していた。2010年シーズン途中からヤクルト監督に就任した小川淳司も“広岡＋野村”の考えをエッセンスに含めた小川流の管理野球をやると語った。
広岡達朗と野村克也にコーチとして支え、2024年もアマチュアに指導を続ける伊勢孝夫は、「ワシの場合、技術面は中西太、頭脳面は野村克也、そして管理面が広岡達朗でできているんです（笑）…広岡さんとノムさんに共通しているのは二人とも、ホンマに野球が好きだということ。ずっと野球のことばかり考えとる。これは甲乙つけがたいですよ（中略）広岡さんの管理野球というのは徹底した“トップダウン方式”やったと思う。監督の指示・命令を、コーチを通して選手一人一人にまで厳しく行き渡らせるわけや。だから、私生活にまで細々と口を出すし、選手に対して、ちょっと言い過ぎちゃうかと思うような毒舌も飛び出す。それも組織の中に緊張感をもたらすのが一番の目的やったはずや（中略）広岡さんはあの当時としてはまだなじみがなかった食生活のこととか、身体のこと、ケガや病気のことなど、野球以外のことを説いていた。そこには当然、選手たちからの反発もあったけど、広岡さんには決してブレない考えがあった。それは、今となってはよく理解できますね（中略）ワシは広岡さんという人は嫌いやない。今でも親交がある。練習が厳しすぎるという人もおるけど、そんなもん、プロなら当たり前や。ただし、あの管理主義、特に食べるもんについて、いちいち言われるのはかなわんかった」等と述べている。
チャーリー・マニエルはかつて広岡と激しく対立し、いざこざが絶えなかったが、現役引退後にアメリカ球界で監督と指導者としてキャリアを重ねていくうちに、「ようやくヒロオカの言っていたことが理解できた」「いま監督をしてチームを率いてやってみて、ヒロオカの言ったことは正しかったことがわかる。説得力があり、自分でお手本を示すことができ、選手の心理をつかんでやる気を出させる、そんな彼が示したボスの条件は、おれも全く同意しているんだ。（自身が選手として過ごした近鉄の当時の監督だった）ニシモトには悪いが、監督としてオレが目指すのはヒロオカ式・鉄の統制だ」などと発言し、指導者としての自分があるのは日本での経験のおかげであると述べている。
一方、西武監督時代の選手だった江夏豊は広岡について「広岡さんの野球に対する考え方は素晴らしい。管理野球、管理社会の時代には最高の指導者といえるが、長期的にみた場合、広岡さんのやり方では一人一人の選手の個性を伸ばせない」と批判している。また「広岡さんは素晴らしい技術を持った野球人だが、言っていることとやっていることが違うのが大いに疑問だった」と記している。選手がすべて監督の言いなりになっていることに辟易し「高校球児じゃあるまいし、プロのアスリートには到底見えない」という感想を持ったという。西武時代に広岡から「アイツは関西で投げると、どうも変なピッチングをする」という際どい発言をされた東尾修は「百パーセント、選手を統括しておかないと気が済まぬ人」「全て自分の考え方に全選手を当てはめ、従わせようとする人」と評している。ただし東尾は「監督に選手が反発とか、対抗しながら優勝していった。マスコミもそれにうまく乗っけてくれた。そこら辺から少しずつパ・リーグの記事も増えたから、本当の野球とは違った意味での魅力なのかね」などと話している。1982年の日本シリーズで広岡率いる西武に敗れた中日ドラゴンズの監督だった近藤貞雄は「広岡は鵜匠。対する私は鷹匠です。鷹は鵜と違ってヒモがない。どこかへ飛んで帰ってこないのがいる」と皮肉った。
森祇晶とはヤクルト、西武監督時代から蜜月関係であったが、1984年に投手陣の崩壊がきっかけに広岡と対立し森はヘッドコーチを辞任した。その後、森が監督に就任した時のキャンプで広岡が訪れたが和解することはなく、広岡は1998年に森が巨人の次期監督候補に挙がっていた時には「巨人の監督は長嶋や王のように華のある人がやらなければならない。森では役不足。」と辛辣なコメントを残しており以後も和解はしていないという。その後は清原和博が覚醒剤で逮捕された事件で、広岡は「清原がこうなったのは、プロ野球で上に立つ人が『これはやっていい』『これはやってはいけない』と教えてこなかった結果。縁あって入った球団の指導者は何をしていいかいけないかを選手に教えるべき。この事件は球界に対する警告だと思う。コーチを責めるよりもやはり監督だね。清原は高校を卒業してドラフト1位で西武に入った。当時の森監督は清原に野球は教えたけど、社会人としての常識を教えなかった。親ができなかったことを、球団が教えないといけなかった。監督がしっかりしていればタイトルを取ってますよ。清原は『無冠の帝王』だもん。清原はまれにみる才能を持った男だったんですよ。僕が西武の監督だったころに入団していたら良かったが…」と批判している。広岡によると、清原の扱いに手こずって将来を心配したコーチが森に「一度、社会常識など厳しく教え込むべきではないか」と進言したが、森は無視して放任したという。また著書の中で「かつて私のあとに西武の監督を務めた森のように、打線に力があるのにバントばかりしては野球が面白くなくなる」と批判している。
広岡自身は自著「意識革命のすすめ」他で、歴代プロ野球で最も評価する監督として西本幸雄を挙げている。日本シリーズでは一度も勝てなかった西本だが、広岡は選手を一から育成し、弱小球団だった阪急や近鉄を優勝に導いた西本の手腕を絶賛している。この西本への評価から、広岡の理想の指導者像が「勝つ」能力ではなく「育てる」能力をもった指導者であることがわかる。ただし、清武英利がゼネラルマネージャーを務めていた頃に育成重視の方針を採るも、その時代を除きFA制度その他で完成した選手しか集めなくなった現在の巨人に対しては厳しい批判を向けている。また、西本の他には自身が選手としてのキャリアをスタートさせた1954年から1960年までの水原茂が監督をしていた時期の巨人を自分の野球の原点と語る一方で、水原の終生のライバルで広岡にとっては早稲田と巨人の先輩である三原脩については稲尾和久が野球選手としては一般的に全盛期を迎えるとされる32歳で現役引退した原因として三原の酷使と酒豪であったことを原因に挙げるなど否定的な意見をすることが多い。稲尾が酒豪であったことについても後にヤクルトで広岡と三原が監督をしていた時期の双方に選手として在籍していた松岡弘と大矢明彦が三原は食事の際にまずビールを飲み食欲を促進させて沢山食事を摂るようにと選手たちに積極的な飲酒を勧めていたと証言している。これは休みの前日以外は原則的に禁酒というルールを定めた広岡とは正反対の方針であり、三原が監督をしていた時期からヤクルトに在籍していた選手たちは後に広岡が監督になった際にその方針転換に大変苦労させられたと語っている。近年でも三原を師事していると公言する栗山英樹に度々否定的な発言をしている。同じ広島出身で巨人の遊撃手としても後輩である二岡智宏は高く評価していたが、現在の遊撃手である坂本勇人は評価しておらず、しばしば著書などでその守備やプレースタイルに厳しい批評を行っている。
広岡には冷淡、冷酷イメージが付きまとうが、広岡をよく知る人たちはそれとは程遠い優しい神経の持ち主で、かつ冗談も多く愉快な面が多いと話す。1983年の日本シリーズで第5戦を落とし巨人に王手をかけられた夜、池袋サンシャインホテルでのミーティングでマイクを持って、開口一番「カラオケはないのか」と話し、土壇場に追い込まれたナインのショックを和らげる平常心のこの一言に、ナインの沈み切った胸中を一挙に打ち払っての笑い声は部屋中にこだました。本来ならあの状況であるだけに監督自身が一番固くなって、もう負けられぬという緊張感に陥ってしまうところを、さりげなく「カラオケはないのか」の発言でナインに笑いを求めたあたりの呼吸の良さに、当時西武のスコアラーだった尾張久次は唸ったという。この後、広岡は第6戦、第7戦における巨人－西武の投手陣の比較から始まって最後には「どう考えても西武に負ける要素はない」と断言し、力強い堂々たる意気込みに、思わずナインは引き込まれ、完全に広岡に暗示にかけられていたという。

#### 川上哲治への思い
92歳になった2024年、『Sports Graphic Number』で長谷川晶一のロングインタビューに答え「私が目指していたのは、“ヤクルトが勝つこと”ではなく、“ジャイアンツに勝つこと”だった。“川上さんの野球を超える”という思いだったから。何とかジャイアンツに勝利して、川上さんに認めてもらいたい。そんな思いだった」と述べた。

#### 長嶋茂雄への思い
2025年6月3日に長嶋茂雄が死去すると、取材で長嶋との思い出を語った。砂押邦信立教大学監督が鍛えた長嶋の守備は、広岡にも参考になったといい、また先述の本盗についても広岡は川上との確執こそあれ、長嶋に対しては特にわだかまりはなく「かわいい後輩」と表現した。とくに週刊ベースボールオンラインの追悼コラムでは、珍しく自身の死生観に触れた上で、「長嶋は銀河の星屑になった。」と締めくくり哀悼した。

## エピソード
物まねを得意とし、一度見知った人の特徴を掴んで誰の真似でもすぐにできた。若い頃に地方遠征中に雨で試合が中止になった時には、水原茂監督のサインの出し方、川上哲治のバッティング、別所毅彦のピッチングなど、注文に応じて見事に物まねをしてチームメイトを笑わせていた。伊東勤は「広岡さんの雰囲気を最大限に良く言うと"冷静沈着"、ちょっと良く言って"クール"、普通に言えば"冷徹"で、悪く言うとかなりの"陰湿"でした。一番嫌だったのが、コーチと会話をしているときに織り交ぜるモノマネ（中略）それが実に特徴を捉えていて、しかもそれが誇張されていてうまいんです。観察眼の素晴らしさは認めますが、すぐにわかるだけに、やられるとこたえました。それは私には陰湿に感じたのですが、フォローするとしたら、誰に対しても同じように接していた点はいいところでした。新人だろうが、ベテランだろうが、元メジャーリーガーだろうが、平等に陰湿な対応をしていました」などと述べている。
西武退団後、1988年に現役時代を過ごした巨人から監督の要請があった。同年で巨人の監督を退任となった王貞治の後任としての要請だったが広岡はこれを「そんな席にヌケヌケと座れるか」として断っている。
通訳を介してマスコミ、メディアと対話する人物に苦言を呈することが多く、2024年3月20日に大谷翔平の当時の専属通訳であった水原一平が大谷の銀行口座から資産を不正送金し、違法賭博に関与していたことが報道されると、容疑者の水原本人や連邦検察が大谷は一切関与しておらず被害者であるという供述や調査結果を発表する中、広岡は「いつまでも水原通訳に頼っていた大谷翔平にも責任がある」と大谷の責任とする記事を寄稿している。
孫は元宝塚歌劇団94期生、星組男役の麻央侑希である。

## 詳細情報

### 年度別打撃成績
| 年 度      | 球 団      | 試 合 | 打 席 | 打 数 | 得 点 | 安 打 | 二 塁 打 | 三 塁 打 | 本 塁 打 | 塁 打 | 打 点 | 盗 塁 | 盗 塁 死 | 犠 打 | 犠 飛 | 四 球 | 敬 遠 | 死 球 | 三 振 | 併 殺 打 | 打 率 | 出 塁 率 | 長 打 率 | O P S |
| ---------- | ---------- | ----- | ----- | ----- | ----- | ----- | -------- | -------- | -------- | ----- | ----- | ----- | -------- | ----- | ----- | ----- | ----- | ----- | ----- | -------- | ----- | -------- | -------- | ----- |
| 1954       | 巨人       | 112   | 405   | 341   | 58    | 107   | 19       | 2        | 15       | 175   | 67    | 9     | 4        | 2     | 4     | 54    | --    | 4     | 49    | 5        | .314  | .409     | .513     | .923  |
| 1955       | 巨人       | 125   | 511   | 447   | 76    | 115   | 16       | 9        | 11       | 182   | 43    | 17    | 6        | 6     | 2     | 49    | 0     | 7     | 70    | 2        | .257  | .339     | .407     | .746  |
| 1956       | 巨人       | 93    | 381   | 343   | 46    | 80    | 17       | 1        | 9        | 126   | 32    | 8     | 3        | 9     | 1     | 25    | 1     | 3     | 56    | 2        | .233  | .290     | .367     | .658  |
| 1957       | 巨人       | 92    | 389   | 344   | 54    | 84    | 13       | 3        | 18       | 157   | 33    | 5     | 5        | 11    | 3     | 29    | 1     | 2     | 72    | 3        | .244  | .304     | .456     | .761  |
| 1958       | 巨人       | 111   | 479   | 437   | 69    | 121   | 18       | 2        | 12       | 179   | 41    | 22    | 9        | 7     | 1     | 30    | 3     | 4     | 70    | 4        | .277  | .328     | .410     | .738  |
| 1959       | 巨人       | 120   | 510   | 448   | 81    | 106   | 13       | 7        | 14       | 175   | 47    | 17    | 6        | 7     | 3     | 45    | 0     | 7     | 88    | 14       | .237  | .314     | .391     | .705  |
| 1960       | 巨人       | 98    | 393   | 363   | 47    | 81    | 12       | 6        | 12       | 141   | 26    | 3     | 4        | 6     | 2     | 21    | 1     | 1     | 53    | 9        | .223  | .266     | .388     | .655  |
| 1961       | 巨人       | 125   | 466   | 429   | 38    | 87    | 12       | 3        | 10       | 135   | 41    | 5     | 7        | 4     | 2     | 29    | 1     | 2     | 54    | 8        | .203  | .255     | .315     | .570  |
| 1962       | 巨人       | 116   | 412   | 378   | 36    | 81    | 11       | 3        | 4        | 110   | 33    | 8     | 7        | 7     | 2     | 22    | 0     | 3     | 83    | 9        | .214  | .262     | .291     | .553  |
| 1963       | 巨人       | 104   | 379   | 328   | 39    | 79    | 11       | 1        | 5        | 107   | 41    | 7     | 3        | 5     | 4     | 38    | 2     | 4     | 53    | 11       | .241  | .324     | .326     | .650  |
| 1964       | 巨人       | 117   | 391   | 349   | 35    | 73    | 10       | 2        | 6        | 105   | 34    | 3     | 3        | 7     | 3     | 31    | 0     | 1     | 67    | 8        | .209  | .273     | .301     | .574  |
| 1965       | 巨人       | 103   | 316   | 275   | 20    | 63    | 13       | 0        | 1        | 79    | 25    | 10    | 0        | 6     | 0     | 34    | 3     | 1     | 58    | 8        | .229  | .316     | .287     | .603  |
| 1966       | 巨人       | 11    | 34    | 31    | 4     | 4     | 2        | 0        | 0        | 6     | 2     | 1     | 0        | 0     | 0     | 3     | 0     | 0     | 7     | 1        | .129  | .206     | .194     | .399  |
| 通算：13年 | 通算：13年 | 1327  | 5066  | 4513  | 603   | 1081  | 167      | 39       | 117      | 1677  | 465   | 115   | 57       | 77    | 27    | 410   | 12    | 39    | 780   | 84       | .240  | .307     | .372     | .678  |

・太字はリーグ最高

### 年度別監督成績
| 年 度     | 球 団     | 順 位     | 試 合 | 勝 利 | 敗 戦 | 引 分 | 勝 率 | ゲ ｜ ム 差            | 本 塁 打               | 打 率                  | 防 御 率               | 年 齡                  |
| --------- | --------- | --------- | ----- | ----- | ----- | ----- | ----- | ---------------------- | ---------------------- | ---------------------- | ---------------------- | ---------------------- |
| 1976      | ヤクルト  | 5位       | 130   | 52    | 68    | 10    | .433  | 23.5                   | 128                    | .260                   | 3.88                   | 44歳                   |
| 1977      | ヤクルト  | 2位       | 130   | 62    | 58    | 10    | .516  | 15.0                   | 170                    | .267                   | 4.01                   | 45歳                   |
| 1978      | ヤクルト  | 1位       | 130   | 68    | 46    | 16    | .596  | -                      | 157                    | .279                   | 4.38                   | 46歳                   |
| 1979      | ヤクルト  | 6位       | 130   | 48    | 69    | 13    | .410  | 19.0                   | 157                    | .252                   | 4.60                   | 47歳                   |
| 1982      | 西武      | 1位       | 130   | 68    | 58    | 4     | .540  | 1位・3位               | 131                    | .253                   | 3.31                   | 50歳                   |
| 1983      | 西武      | 1位       | 130   | 86    | 40    | 4     | .683  | -                      | 182                    | .278                   | 3.20                   | 51歳                   |
| 1984      | 西武      | 3位       | 130   | 62    | 61    | 7     | .504  | 14.5                   | 153                    | .256                   | 4.10                   | 52歳                   |
| 1985      | 西武      | 1位       | 130   | 79    | 45    | 6     | .637  | -                      | 155                    | .272                   | 3.82                   | 53歳                   |
| 通算：8年 | 通算：8年 | 通算：8年 | 966   | 498   | 406   | 62    | .551  | Aクラス6回、Bクラス2回 | Aクラス6回、Bクラス2回 | Aクラス6回、Bクラス2回 | Aクラス6回、Bクラス2回 | Aクラス6回、Bクラス2回 |

※1 太字は日本一
※2 1976年から1996年までは130試合制
※3 1982年は前・後期制のため、それぞれの順位
※4 1976年、荒川博監督休養後の5月13日より監督代行として指揮（101試合42勝53敗6分 勝率.442）
※5 1979年、8月17日より休養（85試合31勝45敗9分 勝率.408）。監督代行は佐藤孝夫
※6 通算成績は、実際に指揮した試合

### 表彰
- 新人王（1954年）
- ベストナイン：1回（1954年）※ラリー・レインズと共に遊撃手部門での昭和生まれ初の受賞
- 野球殿堂競技者表彰（1992年）
- 日本シリーズ技能賞：1回（1963年）
- 正力松太郎賞：2回（1978年、1982年）※監督として表彰
- 日本プロスポーツ大賞[219]
  - 大賞：1回（1983年）
  - 殊勲賞：1回（1982年）
- ナンバーMVP賞：1回（1982年）
- 都民文化栄誉賞（1983年）[220]

### 記録
- オールスターゲーム出場：6回（1954年、1955年、1957年、1958年、1959年、1965年）
- 1000試合出場：1963年4月21日（78人目）

### 背番号
- 2（1954年 - 1966年）
- 31（1970年 - 1971年）
- 71（1974年 - 1979年途中）
- 80（1982年 - 1984年）
- 91（1985年）

## 関連情報

### 出演CM
- レオパレス21（当時の社名はミヤマ）1988年
- サッポロドライ（サッポロビール）1988年 - 吉田拓郎と共演
- ベジータベータ（コカ・コーラ）1992年

### 出演番組
- 廣岡達朗と高山栄のスポーツアイランド（RFラジオ日本） - 高山栄とパーソナリティを務めた。
- 廣岡達朗のスポーツアイランド（RFラジオ日本）
- 廣岡達朗の野球王国（RFラジオ日本）

※以下、野球解説者としての出演番組。
- ラジオ日本ジャイアンツナイター（RFラジオ日本） - 1967年 - 1969年、1972年 - 1973年、1980年 - 1981年、1998年 - 2007年に出演（1981年出演時までの局名はラジオ関東）。
- DRAMATIC BASEBALL（日本テレビ系列） - 同系列プロ野球中継（1980年 - 1981年に出演）の現行タイトル。
- NHKプロ野球（NHK） - 1986年 - 1994年に出演。

### 著書

#### 単著
- 『私の海軍式野球』サンケイ出版、1979年
- 『わが野球教育学 組織のパワーを結集する法』毎日新聞社、1982年
- 『意識革命のすすめ』講談社、1983年
- 『積極思想のすすめ』講談社、1984年
- 『勝者の方程式』講談社、1988年
- 『私の野球人生』富山県教育委員会、1988年
- 『成功への羅針盤』産経新聞ニュースサービス、1997年。ISBN 978-4594023737。
- 『監督論 「人は育つ」ことを選手に教えられた』集英社インターナショナル、2004年。ISBN 978-4797671162。
- 『野球再生 よみがえれ魂の野球』集英社インターナショナル、2007年。ISBN 978-4797671551。
- 『巨人への遺言　プロ野球 生き残りの道』幻冬舎、2016年。ISBN 978-4344029163。[221]

#### 共著
- 広岡達朗、長嶋茂雄『勝者の組織論 第1回日米ベースボール・サミット報告』講談社、1989年。ISBN 978-4062045452。
- 王貞治、広岡達朗、藤平信一『動じない。　超一流になる人の心得』幻冬舎、2012年。ISBN 978-4344022065。

#### 題材になった書籍
- 92歳、広岡達郎の正体[222]2024年・扶桑社 松永多佳倫著 ISBN 9784594096991